# Haltepunkt Duisburg Schlenk
Der Haltepunkt Duisburg Schlenk ist ein Haltepunkt im Duisburger Stadtteil Wanheimerort. Er liegt an der Bahnstrecke Köln–Duisburg etwa drei Kilometer südlich von Duisburg Hauptbahnhof und wird von der S-Bahn Rhein-Ruhr bedient.

## Lage
Der Haltepunkt liegt im Osten Duisburg-Wanheimerorts und in unmittelbarer Nähe des Sportparks Duisburg und somit auch der Schauinsland-Reisen-Arena, der Spielstätte des Fußballdrittligisten MSV Duisburg, sowie der PreZero Rheinlandhalle, der Spielstätte des Eishockey-Oberligisten Füchse Duisburg.

## Anlagen
Der Haltepunkt besitzt einen teilüberdachten Mittelbahnsteig mit einer Bahnsteighöhe von 96 cm über Schienenoberkante sowie einer Bahnsteiglänge von 180 Metern. Er verfügt über jeweils einen Zugang im Süden und im Norden. Der südliche Zugang liegt an der Straße Im Schlenk und ist über eine Treppe sowie einen Aufzug auch barrierefrei erreichbar. Der nördliche Zugang erfolgt mittels einer Unterführung über die östlich des Haltepunkts gelegene Sternstraße. Die südliche Hälfte des Bahnsteigs ist überdacht. An Gleis 1 halten Züge in Richtung Düsseldorf und Solingen, während Züge in Richtung Duisburg und Dortmund Gleis 2 benutzen.
Bei Fußballspielen des MSV Duisburg dient der südliche Ausgang den Gästefans, während der nördliche Ausgang für Heimfans gedacht ist.
Am südlichen Ausgang befindet sich ein Park-and-Ride-Parkplatz mit insgesamt 18 Stellplätzen, Abstellmöglichkeiten für Fahrräder sowie eine Fahrradleihstation des Anbieters Nextbike. Hier befindet sich zusätzlich auch eine Bushaltestelle.

## Geschichte
Der Haltepunkt Duisburg Schlenk wurde an der Stelle einer ehemaligen Bahnwärterei errichtet und 1970 eröffnet.
Im Rahmen des Rhein-Ruhr-Express-Projektes sollen zwischen Düsseldorf Hauptbahnhof und Duisburg Hauptbahnhof umfangreiche Umbaumaßnahmen und Erweiterungen durchgeführt werden. Unter anderem ist vorgesehen, zwischen Düsseldorf-Flughafen und Duisburg-Rahm ein fünftes und ein sechstes Gleis zu verlegen.
In Duisburg Schlenk ist die Strecke schon jetzt fünfgleisig, weshalb Neutrassierungen der bestehenden Gleise erforderlich sind, um so auch die Einfahrt in den Duisburger Hauptbahnhof zu optimieren. Die Eisenbahnbrücken im Umfeld des Haltepunkts müssen deshalb ebenfalls umgebaut werden.

## Linien
Zurzeit wird der Haltepunkt von der Linie S 1 der S-Bahn Rhein-Ruhr und am südlichen Ausgang von zwei Buslinien der Duisburger Verkehrsgesellschaft angefahren. Bei besonders wichtigen Heimspielen des MSV Duisburg halten einzelne Regionalexpresslinien, die den Haltepunkt sonst durchfahren würden, zusätzlich in Duisburg Schlenk.
| Linie   | Verlauf | Takt                                                                            |
| ------- | --- | ------------------------------------------------------------------------------- |
| S 1     | Solingen Hbf – SG-Vogelpark – Hilden Süd – Hilden – D-Eller – D-Eller Mitte – D-Oberbilk – D-Volksgarten – Düsseldorf Hbf – D-Wehrhahn – D-Zoo – D-Derendorf – D-Unterrath – D-Flughafen – Angermund – DU-Rahm – DU-Großenbaum – DU-Buchholz – DU-Schlenk – Duisburg Hbf – MH-Styrum – Mülheim (Ruhr) Hbf – E-Frohnhausen – Essen West – Essen Hbf – E-Steele – E-Steele Ost – E-Eiberg – Wattenscheid-Höntrop – BO-Ehrenfeld – Bochum Hbf – BO-Langendreer West – BO-Langendreer – DO-Kley – DO-Oespel – DO-Universität – DO-Dorstfeld Süd – DO-Dorstfeld – Dortmund Hbf Stand: Fahrplanwechsel Dezember 2023 | 30 min 20 min (Solingen–Duisburg wochentags) 15 min (Essen–Dortmund wochentags) |
| 930/931 | Linie 930 verkehrt gegen und die Linie 931 verkehrt im Uhrzeigersinn: Ruhrau – Schnabelhuck – Duissern U-Bf – Duisburg Hbf Osteingang – Duisburg Hbf – Friedrich-Wilhelm-Platz – Hochfeld Pauluskirche – Dellviertel – Grunewald – Schlenk – MSV-Arena – Neudorf – Botanischer Garten – Schnabelhuck – Ruhrau | 30 min (montags bis samstags), 60 min (sonntags)                                |